# Wayne Lopez
Wayne Lopez (* in New York City, New York, Vereinigte Staaten als Maceo Xavier Cugat) ist ein puerto-ricanischer Schauspieler.

## Leben
Lopez wurde in New York City geboren und wuchs in Dover, im US-Bundesstaat Delaware auf. An der University of Delaware begann er eine Laufbahn als American-Football-Spieler, musste diese allerdings aufgrund einer Verletzung beenden. Danach schloss er erfolgreich ein Schauspielstudium an der University of California, Los Angeles ab. Neben Englisch spricht er auch Spanisch. Ab 2001 begann er regelmäßig in verschiedenen US-amerikanischen Fernsehserien als Episodendarsteller mitzuwirken. 2004 gab er im Film Wild Things 2 in einer Nebenrolle sein Filmschauspieldebüt. Von 2006 an bis einschließlich 2015 verkörperte er in mehreren Episoden der Fernsehserie Grey’s Anatomy verschiedene Rollen. 2006 stellte er in einer Episode der Fernsehserie Desperate Housewives die Rolle eines Flugsicherheitsbegleiters dar, ehe er 2007 in derselben Serie die wiederkehrende Rolle des Clyde verkörperte. Von 2008 bis 2009 mimte er in insgesamt acht Episoden der Fernsehserie Raising the Bar eine wiederkehrende Rolle. 2012 stellte er im Katastrophenfilm Super Cyclone die Rolle des Clegg dar. 2016 spielte er in drei Episoden der Fernsehserie Queen of the South die Rolle des Juan Carlos Ortega. 2020 war er in zwei Episoden der Fernsehserie Shameless als Wyatt zu sehen.
Lopez spielt am Apollo Theatre.

## Filmografie (Auswahl)
- 2001: Resurrection Blvd. (Fernsehserie, Episode 2x01)
- 2001: Thieves (Fernsehserie, Episode 1x07)
- 2002: The District – Einsatz in Washington (The District, Fernsehserie, Episode 3x01)
- 2002: The Guardian – Retter mit Herz (The Guardian, Fernsehserie, Episode 2x02)
- 2002: CSI: Miami (Fernsehserie, Episode 1x03)
- 2002: Family Affair (Fernsehserie, Episode 1x10)
- 2003: Boston Public (Fernsehserie, 2 Episoden)
- 2003: Polizeibericht Los Angeles (Dragnet, Fernsehserie, Episode 1x08)
- 2003: Robbery Homicide Division (Fernsehserie, Episode 1x11)
- 2003: Lady Cops – Knallhart weiblich (The Division, Fernsehserie, Episode 3x11)
- 2003: Strong Medicine: Zwei Ärztinnen wie Feuer und Eis (Strong Medicine, Fernsehserie, Episode 4x05)
- 2003: Without a Trace – Spurlos verschwunden (Without a Trace, Fernsehserie, Episode 2x02)
- 2003: Emergency Room – Die Notaufnahme (ER, Fernsehserie, Episode 10x09)
- 2004: Die himmlische Joan (Joan of Arcadia, Fernsehserie, Episode 1x14)
- 2004: Wild Things 2
- 2004: Karen Sisco (Fernsehserie, Episode 1x10)
- 2004: Palmarejo (Kurzfilm)
- 2004: The Shield – Gesetz der Gewalt (The Shield, Fernsehserie, Episode 3x12)
- 2004: American Family (Fernsehserie, Episode 2x10)
- 2005: Joey (Fernsehserie, Episode 1x16)
- 2005: Malcolm mittendrin (Malcolm in the Middle, Fernsehserie, Episode 6x21)
- 2005: Blind Justice – Ermittler mit geschärften Sinnen (Blind Justice, Fernsehserie, Episode 1x11)
- 2005: Six Feet Under – Gestorben wird immer (Six Feet Under, Fernsehserie, Episode 5x09)
- 2005: Left at the Rio Grande (Kurzfilm)
- 2005: Ventana (Kurzfilm)
- 2006: Desperate Housewives (Fernsehserie, Episode 2x22)
- 2006: Heist (Fernsehserie, Episode 1x02)
- 2006: Pepper Dennis (Fernsehserie, Episode 1x13)
- 2006: Ken (Kurzfilm)
- 2006: Smith (Fernsehserie, Episode 1x01)
- 2006: Help Me Help You (Fernsehserie, Episode 1x09)
- 2006–2015: Grey’s Anatomy (Fernsehserie, 5 Episoden, verschiedene Rollen)
- 2007: Desperate Housewives (Fernsehserie, 3 Episoden)
- 2007: Nobel Son
- 2007: American Body Shop (Fernsehserie, Episode 1x03)
- 2007: Final Approach – Im Angesicht des Terrors (Final Approach, Fernsehfilm)
- 2007; 2010: Rules of Engagement (Fernsehserie, 2 Episoden)
- 2008–2009: Raising the Bar (Fernsehserie, 8 Episoden)
- 2009: How I Met Your Mother (Fernsehserie, Episode 4x14)
- 2009: Life (Fernsehserie, Episode 2x14)
- 2009: CSI: NY (Fernsehserie, Episode 5x20)
- 2009: Der Solist (The Soloist)
- 2009: Prison Break (Fernsehserie, Episode 4x18)
- 2009: G.I. Joe – Geheimauftrag Cobra (G.I. Joe: The Rise of Cobra)
- 2009: Difficult to Stay Alive and Die (Kurzfilm)
- 2010: The Forgotten – Die Wahrheit stirbt nie (The Forgotten, Fernsehserie, Episode 1x11)
- 2010: Brothers & Sisters (Fernsehserie, Episode 4x23)
- 2010: Tontine
- 2011: John Delaney Died Last Night (Kurzfilm)
- 2011: Dr. House (House, M.D., Fernsehserie, 2 Episoden)
- 2012: Southland (Fernsehserie, Episode 4x01)
- 2012: Prime Suspect (Fernsehserie, Episode 1x13)
- 2012: Super Cyclone
- 2012: The Mindy Project (Fernsehserie, Episode 1x01)
- 2012: Navy CIS: L.A. (NCIS: Los Angeles, Fernsehserie, Episode 4x03)
- 2012: Dexter (Fernsehserie, Episode 7x10)
- 2013: Parenthood (Fernsehserie, Episode 4x12)
- 2013: Brooklyn Nine-Nine (Fernsehserie, Episode 1x04)
- 2013: Help Desk (Fernsehfilm)
- 2014: Episodes (Fernsehserie, Episode 3x05)
- 2014: The Gun (Kurzfilm)
- 2014: HollyWayne (Fernsehserie, 5 Episoden)
- 2015: Kevin from Work (Fernsehserie, Episode 1x06)
- 2015: Review (Fernsehserie, Episode 2x08)
- 2015–2016: The Fosters (Fernsehserie, 2 Episoden)
- 2016: Queen of the South (Fernsehserie, 3 Episoden)
- 2017: Criminal Minds (Fernsehserie, Episode 12x16)
- 2019: Animal Kingdom (Fernsehserie, Episode 4x01)
- 2019: This Is Us – Das ist Leben (This Is Us, Fernsehserie, Episode 4x04)
- 2019: Navy CIS (NCIS, Fernsehserie, Episode 17x06)
- 2020: Shameless (Fernsehserie, 2 Episoden)
- 2022: The Neighborhood (Fernsehserie, Episode 4x11)